# Move That Dope
«Move That Dope» (отредактированная версия под названием «Move That Doh») — песня американского рэпера Фьючера, при участии Фаррелла Уильямса, Pusha T и Casino. Она была выпущена 6 февраля 2014 года в качестве четвёртого сингла из второго студийного альбома Future Honest (2014). Песня заняла 46-е место в Billboard Hot 100 и получила платиновый сертификат Американской ассоциации звукозаписывающих компаний (RIAA) в США. Продюсерами песни выступили часто сотрудничающие с ним Mike Will Made It и P-Nasty. Куплет Casino был удалён из радио-версии песни.

## Отзывы
Песня получила одобрение музыкальных критиков и была включена в итоговые списки нескольких изданий.

### Итоговые списки
| Публикация      | Список                      | Ранг |
| --------------- | --------------------------- | ---- |
| Rolling Stone   | 50 Best Songs of 2014       | 4    |
| Pitchfork       | The 100 Best Tracks of 2014 | 9    |
| Pazz & Jop      | Single of the Year 2014     | 16   |
| Spin            | The 101 Best Songs of 2014  | 22   |
| Complex         | The 50 Best Songs of 2014   | 37   |
| Wondering Sound | 75 Best Songs of 2014       | 38   |
| PopMatters      | The 75 Best Songs of 2014   | 75   |
| Tiny Mix Tapes  | Favorite 50 Songs of 2014   | *    |

(*) без указания места.

### Награды и номинации
| Год  | Церемония               | Награда                        | Результат |
| ---- | ----------------------- | ------------------------------ | --------- |
| 2014 | 2014 BET Hip Hop Awards | Best Hip Hop Video             | Номинация |
| 2014 | 2014 BET Hip Hop Awards | Best Collabo, Duo or Group     | Номинация |
| 2014 | 2014 BET Hip Hop Awards | Track of the Year              | Номинация |
| 2014 | 2014 BET Hip Hop Awards | Best Club Banger               | Победа    |
| 2014 | 2014 BET Hip Hop Awards | Sweet 16 (Best Featured Verse) | Номинация |
| 2014 | 2014 BET Hip Hop Awards | People’s Champ Award           | Номинация |

## Музыкальное видео
6 марта 2014 года было выпущено музыкальное видео. Участник аудио-записи Casino и его куплет не были представлены в клипе. Однако в расширенной версии клипа Casino присутствует. В клипе также снялись Tyler, The Creator, Schoolboy Q, Mike Will Made It и Уиз Халифа.

## Чарты

### Еженедельные чарты
| Чарт (2014)                           | Высшая позиция |
| ------------------------------------- | -------------- |
| Бельгия/Фландрия (Ultratop Urban)     | 42             |
| США (Billboard Hot 100)               | 46             |
| США (Billboard Hot R&B/Hip-Hop Songs) | 11             |
| США (Billboard Rhythmic)              | 20             |

## Сертификации
| Регион                                                                      | Сертификация | Продажи   |
| --------------------------------------------------------------------------- | ------------ | --------- |
| США (RIAA)                                                                  | Платиновый   | 1 000 000 |
| Данные о продажах + прослушиваниях приведены только на основе сертификации. |              |           |